# بروس إم. بيلي
بروس إم. بيلي (بالإنجليزية: Bruce M. Bailey)‏ هو ضابط أمريكي، ولد في 10 أغسطس 1935 في كريستال سبرينغز في الولايات المتحدة.